# 石船头遗址
石船头遗址，位于中国广西壮族自治区邕宁县良庆公社良庆大队，为一个省级文物保护单位，类型为古遗址，为第二批广西壮族自治区文物保护单位，公布时间为1981年8月25日。
石船头遗址的历史年代为新石器时代。